# Песна
Песна — река в России, протекает по Валдайскому и Крестецкому районам Новгородской области. Река вытекает из озера Коргово у деревни Брод Костковского сельского поселения Валдайского района и течёт сначала на северо-запад, затем на запад. У деревни Косой Бор Новорахинского сельского поселения поворачивает на юг. Впадает в озеро Усторонское (из которого вытекает река Чёрная) на территории Валдайского района. Длина реки составляет 19 км.
У истока справа впадает приток Каменка. Ниже справа впадают притоки Дуганка и Рудинка.

## Данные водного реестра
По данным государственного водного реестра России относится к Балтийскому бассейновому округу, водохозяйственный участок реки — Ловать и Пола, речной подбассейн реки — Волхов. Относится к речному бассейну реки Нева (включая бассейны рек Онежского и Ладожского озера).
Код объекта в государственном водном реестре — 01040200312102000022325.